# 食の安全

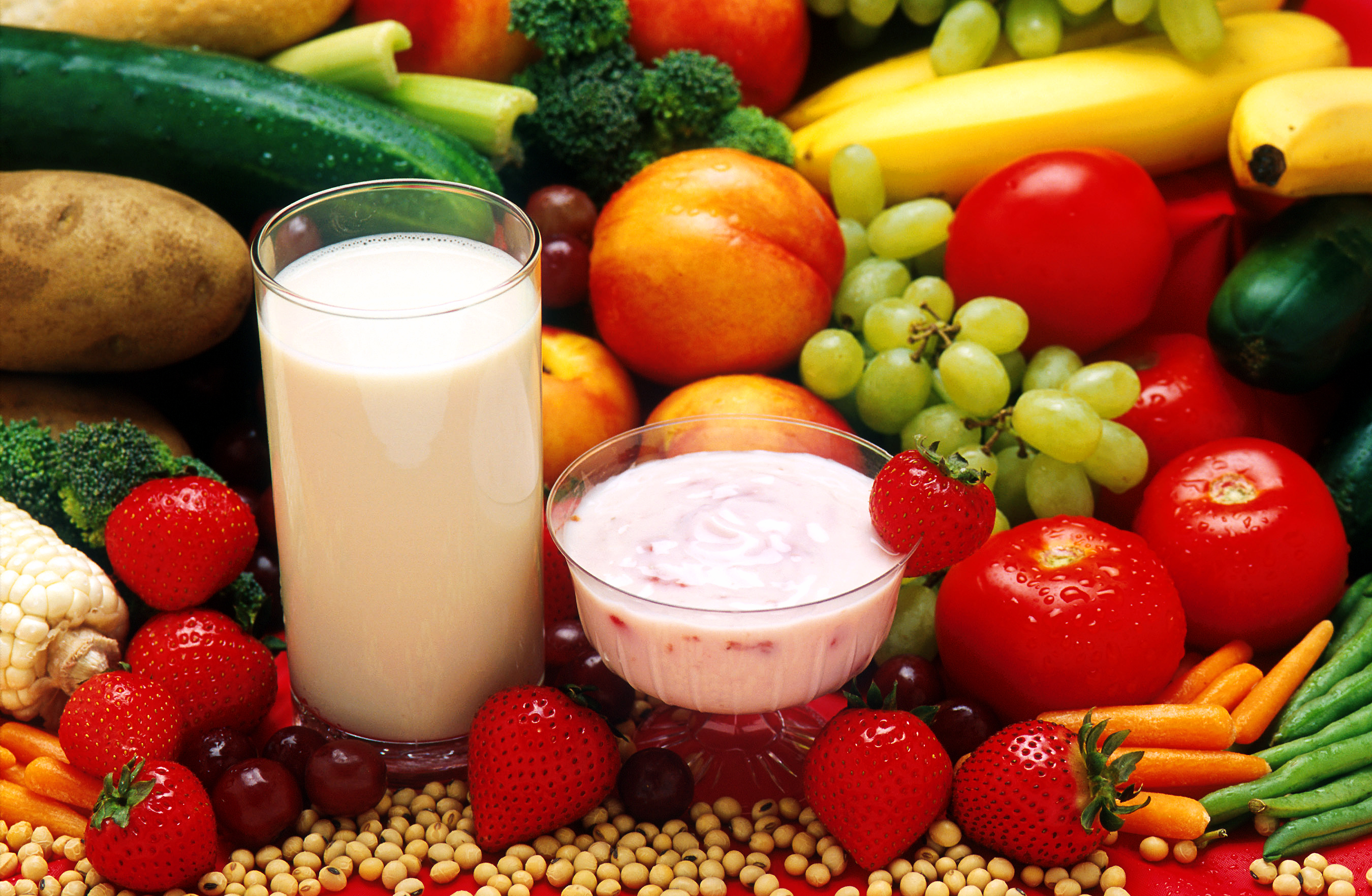

食の安全（しょくのあんぜん）とは、食品の安全性、あるいは食事文化や食べ物の食し方も含めた安全性の意味で用いられる言葉である。食の安全性、食の安全問題、食の安全確保といった表現、あるいは食の安全と安心、食品の安全・安心といった表現も用いられる。

## 概要
人は健康に生きるために、呼吸し、食べて、生活を営む。食をめぐる問題は、生存にとってもっとも基本的な問題であり、「食は命である」とも表現される。安全でない食料が流通する社会は人間存在を根底から危うくする。1年365日、毎日とる食事に、安全なものを望むのは当然である。ところが、食の安全に関係する大事件は、過去から現在まで洋の東西を問わず頻繁に発生しており、後を絶たない。	
食の安全を考える上で欠かすことができないのは、食品公害を振り返り、その被害と犠牲に思いを馳せ学ぶことである、ともされる。食の安全に関しては、生産・流通・消費のどの一つがつまづいても深刻な事態となりうるのであり、生産者、流通業者、生活者のすべてを巻き込んだ問題となっている。
現代では食生活の環境や文化が、かつての様式から変化し、生鮮野菜・肉・魚を買ってきて調理するだけでなく、加工食品が一般家庭に普及し、また惣菜や調理済みの食材も利用されており、食品が人の口に入る経路・経緯が多様化しているので、食品の安全性を確保することは、以前に比べると複雑で難しい問題となってきている。
食の安全の確保のために、必要な仕組み・取り組み方としては、事故後の後処理を行うだけではなく、有毒物質の評価・管理等といった、食の安全に影響を与える要因について、事前にリスク管理を行うことが重要だということが、国際的な共通認識となっている。
しかし、食品中に含有（残留）する規制値は、各国の都合に合わせた値が採用され、ゼロリスクが目的ではなく「リスクを抑え、基準以上の含有で廃棄される穀物を抑制し、飢餓を発生させないための値」として認識されている。

## 食品による危害と健康被害事故
食品に危険なものが入っていれば健康に重大な危害が出る。我々は毎日食べる食事（食品）に関心を持ち、十分に注意をはらわなければならない。
食品によって起こる危害を以下のように区分することが可能である。
1. 急性的危害:薬物や化学物質による急性食中毒などの健康被害
2. 短期的危害:微生物や細菌が増えることによる食中毒などの健康被害
3. 中期的危害:生活習慣病などの栄養素の偏りによる健康被害
4. 長期的危害:環境ホルモンなどの影響による健康被害

### 食品事故・食中毒
食品は口から入り、消化器官で消化吸収されるので、毒物や微生物など危険なものが入っていると、人体にその影響は直接に出てくる。急性のものであれば、一部は、口に入れた時に即時吐き出したり、嘔吐や下痢となって吐き出されることもある。細菌性の食中毒では潜伏期間があり、数時間から数日後に発症する。だが、慢性のものでは徐々に身体に影響（健康被害）が出てくることがある。また、食品事故で命を落とすこともある。
米虫節夫は食品事故のタイプとしては以下のような分類を挙げた。
1. 公害に含まれる化学物質による食中毒事故 （日本では水俣病や第二水俣病などがこれに当たる[20]）
2. 食品メーカーの製造工程上で混入した化学物質による食中毒事故 （中国製冷凍食品による農薬中毒事件など。日本の食品メーカーの事故では森永ヒ素ミルク事件やカネミ油症事件がこれに該当[20]）
3. 細菌性食中毒菌による食中毒事故 （日本では1996年に岡山や堺で起きたO157事件や雪印乳業の集団食中毒事件が該当[20]）
4. 故意などの犯罪的要素の食中毒事故 （和歌山毒物カレー事件やアクリフーズ農薬混入事件などが該当）

食中毒の原因・要因は以下の3種類に分けられることがある。
1. 病原体などの、いわゆる「ばい菌」（微生物）によるもの
2. 化学物質によるもの（薬品など）
3. 自然の毒によるもの（毒きのこ や ふぐ毒など）

| 年次 | 事件数   | 患者数 | 死者数 |
| ---- | -------- | ------ | ------ |
| 1995 | 699      | 26,325 | 300    |
| 1996 | 1,217    | 46,327 | 15     |
| 1997 | 1,960    | 39,989 | 8      |
| 1998 | 3,010    | 46,179 | 9      |
| 1999 | 2,697    | 35,214 | 7      |
| 2000 | 2,247    | 43,307 | 4      |
| 2001 | 1,928    | 25,862 | 4      |
| 2002 | 1,850    | 27,629 | 18     |
| 2003 | 1,585    | 29,355 | 6      |
| 2004 | 1,666    | 28,175 | 5      |
| 2005 | 1,545    | 27,019 | 7      |
| 2006 | 1,491    | 39,026 | 6      |
| 2007 | 1,289    | 33,477 | 7      |
| 2008 | 1,369    | 24,303 | 4      |
| 2009 | 1,048    | 20,249 | 0      |
| 2010 | １000000 | 25,972 | 0      |

## 食環境
健康的で安全な食生活を送るためには、健全な食をめぐる環境（食環境）が欠かせない。食の安全にかかわる環境は自然環境だけではない。作物や家畜や魚が栽培・採取・飼育・捕獲され、加工・運搬・調理されて、食卓に上がるまでのプロセスが食環境と定義されるべきである。また、行政組織や規格や国際関係なども食環境とされている。
| 食環境の要因               | 内容                                             |
| -------------------------- | ------------------------------------------------ |
| 自然環境                   | 土壌、水、大気、環境汚染物質、微生物             |
| 食料供給システム           | 栽培、飼育、製造・加工、流通、供給               |
| 政策、行政、法体系         | 法律、規格・基準、監視、検査、リスク評価         |
| 情報                       | リスクコミュニケーション、情報公開、表示、食教育 |
| 食文化、食のライフスタイル | 食べ物の選択、食べ方                             |
| 国際関係                   | 輸出・輸入、WTO協定、多国籍企業                  |
| 倫理                       | 環境、企業、生命倫理                             |

食に関する情報
情報も食の安全を実現するために欠かせない要因である。消費者が食材を手にしつつ直接確認できる唯一の情報は食品の表示（食品表示）である。また、食教育がなければ、消費者の食の安全に対する関心が薄れ、適切な情報も耳に入らない。
食品業者の倫理・モラル
食環境の重要な要因に倫理がある。食品企業が食品を製造するにあたって法令を遵守しようとしているのか、社会的使命をどう考えているのかは、食の安全に直結する。
技術の悪影響
科学技術の「発展」も食環境に変化・影響をもたらす。より安価な食料供給を可能にしている一方で、遺伝子組み換え食品を作り出したり、重金属、PCB、ダイオキシン、環境ホルモンなどの環境汚染を作り出し、食品汚染をもたらしている。
食生活の質
食生活のライフスタイルの変化も食の安全に影響を与えている。
マーガリンに含まれるトランス脂肪酸のように、人の手で精製された異質な脂肪分もある。これは「人体に有害な」脂肪分と見なされており、生命維持に欠かせない各種必須脂肪酸（Essential Fatty Acids）とは何の関係も無い。

## 安全と安心

### 食の安心
「食の安全」という表現とともに、日本国内では「食の安心」という言葉も用いられている。《安全》と《安心》の違いが学術的に明確に定義されているわけではないが、およそ以下のように言える、ともされる。
安全：具体的な危険が物理的に排除されている状態

安心：心配・不安がない主体的・主観的な心の状態 

このように定義されると、自然科学系の人間などは、つい《安心》を軽視してしまう傾向があるが、そのような態度・判断は間違っている。《安心》の問題が重要視されるのは、個々の人々は社会サービスに依存して暮らさざるをえない状態にあり、状態を自分でコントロールすることができず、全体状況を知ることも困難なためである。一連の不祥事によって不安が発生している。人々の安心を得るためには、システムが安全でなければならないことは言うまでもないが、それだけでは十分ではなく、関係者からシステムが安全である、との信頼が得られていなければならない。《安心》とは安全についての信頼感である。

### 品質保証
安全と安心の関係については、ISO（国際標準化機構）における定義・考え方が参考になる。ISO8402（1984年）においては「品質保証」の定義は以下のように与えられた。
品質保証とは、evidence（証拠）にもとづいて品質が規格に適合していることを示して、購入者の信頼を獲得するための活動である。
ISO9000（1987年〜）においては、《安心》とは、安全の保証である。「安全保証」とは、関係者にそれが安全であることについて十分な信頼感を与えるための計画的・体系的な活動、と言える。

## 歴史

### 古代〜中世〜産業革命期
食の安全に関する古い記述としては古代ローマ時代のものがある。それによると、古代ローマにおいて、「ワインの味がおかしい」と苦情を述べる市民たちの人数が増えた時に、調査官にその問題を調べさせた。するとワイン製造者らがワインを（正規の原料だけでなく）アロエや他の薬を使って人工的に熟成させていたことが明るみに出た。また、（古代）ローマのパン屋が、パンに「白い土」と当時呼ばれた炭酸塩や酸化マグネシウムを混ぜたことが発覚し告発された、という記録も残っている。
イギリスにおいては中世の時代まで、社会が農業を中心として成り立っており、人々のほとんどが小さな村で暮らしていたので互いに知り合いであり、食物に混ぜ物をされる危険はほとんどなく、食品は、まずまず健康的で安全だった。ところが産業革命が始まって、人々が農村から街に移り住むようになるとともに、インチキな食品が横行するようになった。ひとたび大きな街ができると、金儲けの為なら道徳や倫理のことを何とも思わないような食品製造業者や商人が集まってきたのである。

### 19世紀
1819年には100人以上の醸造業者やその関係者が、黒ビールの材料として、正規の麦芽やホップでなく、様々な代用物を混入した罪で有罪の判決を受けた。
1820年にはイギリスのフレデリック・アークム en:Friedrich Accumが、インチキ食品および料理に入れる毒についての科学的な論文を発表した。タイトルは There is death in the pot 『鍋の中に死がある』である。アークムは、当時のイギリスとしては基本的な食べ物であるパン、ビール、紅茶、ワイン、砂糖菓子、香辛料の多くに混ぜ物があることを科学的に証明した。この論文で最多とされているのはパンへの不正な混ぜ物であり、ロンドンのパン屋はパンにみょうばんを混ぜるという不正を行っていた。そうすれば安い材料でも白くて高級そうに見えるのである。だが、このみょうばんは（毒とまでは言えないにしても）消化不良などを伴った。
食品への不正な物質の混入はありとあらゆる種類の食品で行われていた。例えば砂糖には、銅や炭酸鉛を混ぜるなどということも行われていた。こうした不正があまりに広範囲に行われたので、都市部の住民は健康や生命に深刻な打撃を受けていた。子供たちは混ぜ物を入れたパンや、水で薄めたミルクを口にしていたので、感染症や胃の病気にかかりやすくなってしまった。幼児（子供よりも抵抗力の弱い存在）にいたっては、死亡率は驚くほど高かった。唐辛子などに不正に鉛が混ぜられたために、大人ですら体が麻痺した。影響は短期間では済まず身体に蓄積した。鉛、銅、水銀、ヒ素などの元素が、微量ずつではあっても長期間にわたって人々の体内に蓄積してゆき、多くの人が慢性胃炎になり（慢性胃炎は当時のイギリスの都市住民に蔓延した病気となっていた）、また死にかけたり、実際に死んだりした。
1844年にイギリスで設立されたロッチデール先駆者協同組合が原則に「品質の維持」を掲げていたのは、食品への異物混入によるかさ増しが公然と行われていたことが理由である。
1850年ころ、イギリスの医師で医学専門誌『ランセット』の編集者でもあり、検死官でもあるトーマス・ワクリー（en:Thomas Wakley）は、その仕事柄、数多くの人々が粗悪食品製造業者のせいで死んだり苦しんだりするのを目の当たりにしていた。ワクリーはこの問題に関して徹底的な調査を行うことを要求した。すると、アーサー・ハスル博士 (Arthur Hill Hassall)（ロンドンのロイヤル・フリー・ホスピタルの内科医兼講師）がその調査を担当することになった。この調査のために2400件の試験が行われた。これほどまで多品種の食品について、かつ厳密なやり方で系統だった試験が行われたのはおそらく世界で初である。その試験の結果明らかになったのは、当時のイギリスでは「基本食品を正常な状態で買うことは、ほぼ不可能」という結論だった。そして、その調査によって明らかになった粗悪品の製造や取引にかかわった製造業者や商人たちの名は公表されることになった。（アーサー・ハスルは調査結果を本にまとめ、FOOD AND ITS ADULTERATIONS 『食品とその混ぜもの処理』というタイトルで1855年に刊行した。）

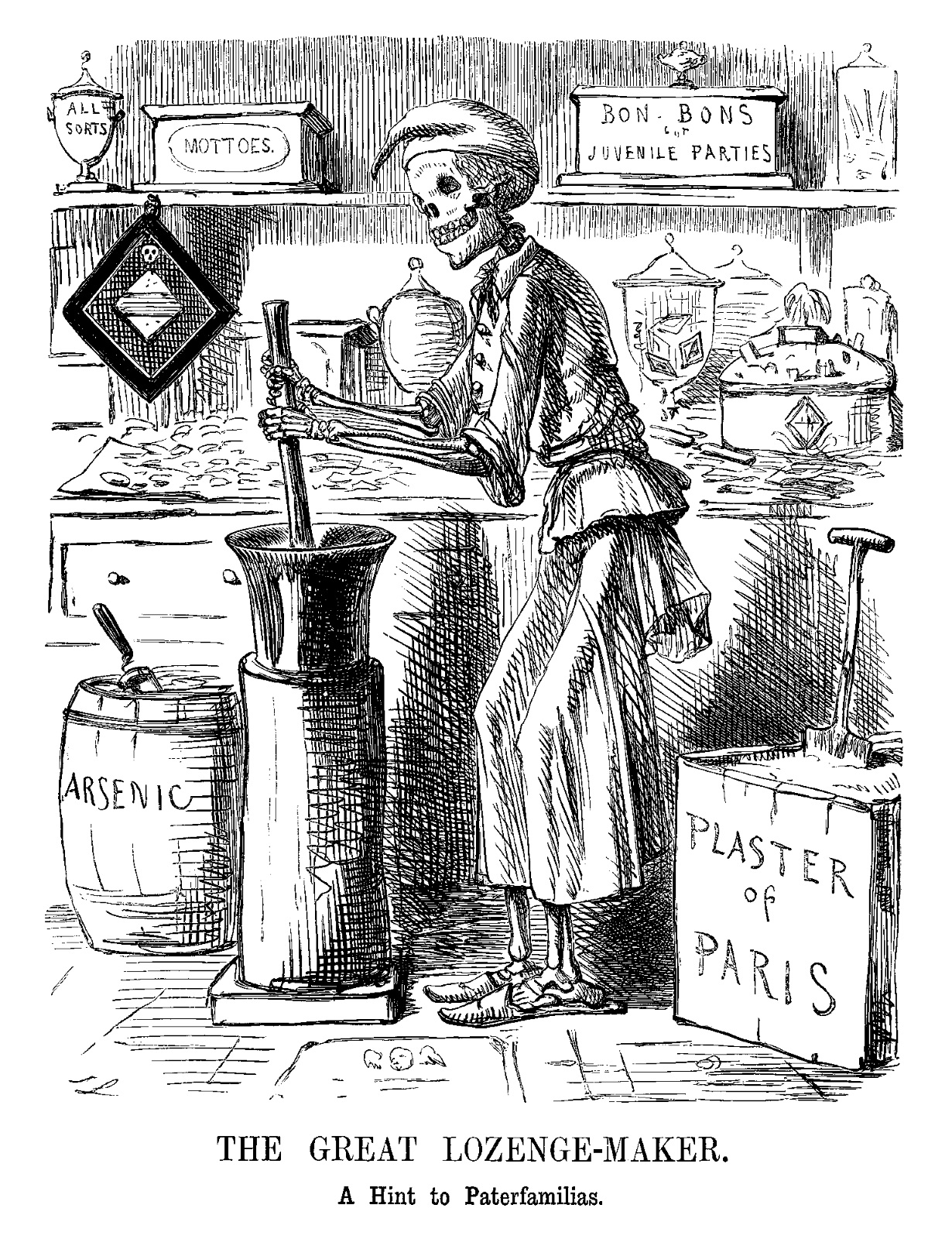
ブラッドフォード毒菓子事件の風刺画

次第にイギリス議会もこの問題（食の安全問題）に注目しはじめ、議会内に複数の委員会が発足した。1855〜56年ごろに、医師、化学者、製造業者、商人などが、（議会で）議員らの前で証言を行った。もっとも、当時のイギリスの政治も（他国、他の時代同様に）腐敗しており、議員らは後援者から献金を受け取ると、後援者にとって都合の悪い法案はことごとく廃案にしつづけていたものだった。だが、食品関連の問題に関してはブラッドフォード毒入り菓子中毒事件で児童など200人が死亡する事件が起きるなどしたことから（幸いにして）そうはならずに済み、1860年に「食物及び薬剤粗悪化防止法」が成立した。それ以後、悪質な製造業者や商人から大衆（消費者）を守る法律がいくつも制定されてゆくことになった。大衆が初めて「鍋の中の死」から法律によって守られるようになったのである。そしてその後、今にいたるまで悪徳業者との闘いは続いている。
19世紀なかごろのアメリカ合衆国においては、牛乳に不正な物質が混入されることが頻発し、1853年1月22日、ニューヨーク・タイムズは DEATH IN THE JUG. 「ジャグの中に死がある」 という記事を掲載。ニューヨーク市内に供給された牛乳の本当の生産量が約680万ガロンであったのに対し、同年の同地域の実消費量は約750万ガロンと推計されるので、結局、差し引き約70万ガロンにもおよぶ、牛乳以外の何らかのインチキの液体が混入している、と指摘された（swill milk scandal 残滓牛乳事件）。この問題はいくつもの新聞で指摘されたにもかかわらず、すぐに解決することができず、解決したのは結局19世紀末期になってからのことであり、乳業における低温加熱殺菌法の導入、牛乳の小口梱包技術（牛乳瓶など）の発明、しっかりした規制方法の確立を待たねばならなかった。

## 米国における問題と対応
食品の工業製品化により、加工業者の安全意識の欠如といった問題が発生している。
他には、病原細菌汚染の摘発が多く、次いで重金属汚染が多い。これは、家畜等の屎尿の未処理や工業による土壌汚染によるもので、環境汚染と食の安全は密接に繋がっていることを示している。
米国の輸出入食品に対する対応等
2007年には中国から輸入する食品の安全性が新聞で取り上げられたが、そもそも輸入食品が増加する中で、検査機関の人数が少なく、体制の不備が指摘されている。食品医薬品局(FDA)の検査員は、全米で700人しかおらず、以前と比べて人数が減少している。輸入食品全体に対する検査数の割合は、10年前の8.0%→0.6%まで低下している。
輸出食品については、残留農薬の問題が指摘されている（ポストハーベスト農薬も参照）。
米国での事件
- 残滓牛乳事件
- トリプトファン事件

## EUの対応
2000年代に入り、EUは生産現場から食卓に到るまで、一貫した食品安全システムの構築を目指している。生産・流通業者に対しては安全性に関する規制を設け、規制を守ることを義務づけるとともに、EUも監視する体制を取っている。
域内の安全性については、病原細菌汚染の摘発が多く、次いで重金属汚染が多い。米国同様、環境汚染による影響である。
EUの輸出入食品に対する対応
EU領域外から輸入される食品に対しても、EU内と同様の体制を求めているが、EU勧告を満たしている国は無い。
2013年には、牛肉を使用したとされる食品に、馬肉が混入していることが発覚した馬肉混入問題が発生した。

## 中国における問題と対応
中国産食品の安全性を参照のこと。

## 日本における問題と対応

### 歴史

#### 公害・不良配給品
戦後になって、公害に対する認識が高まり、富山県神通川流域で1910年代から発生していたイタイイタイ病が問題視された。原因は上流にある三井金属神岡工業所が川に流した金属廃液にカドミウムが含まれており、下流域の田畑を汚染、そこで収穫されたコメなどの作物や飲み水を利用した人々の骨がゆがんだり、ひびが入ったりした（神通川流域では1998年にもカドミウム腎症が多発した、という）。その後、水俣病などとともに四大公害病に数えられるようになった。
戦後の配給体制に対して、1948年には奥むめおらによる主婦連合会が発足し、消費者運動が始まり、不良品の配給などに対して抗議運動が起こるようになる。1951年（昭和26年）、配給米のビルマ産米の3分の1がカビに汚染された黄変米だったことが発覚する黄変米事件が発生。
1955年6月（昭和30年）森永ヒ素ミルク事件が発生。森永乳業で製造された粉ミルクに多量のヒ素が含まれていた。死者131名。患者数12,159名（昭和31年2月時点）。
1956年5月（昭和31年）熊本県で水俣病が発生。チッソ水俣工場の排水により汚染された水俣湾の魚介類を食べた住民に食中毒被害が生じた。死者157名、患者968名（昭和51年4月時点）。
1965年6月(昭和40年）、新潟県で第二水俣病（新潟水俣病）が発生。昭和電工鹿瀬工場の排水に、アセトアルデヒド合成を行う際の有機水銀が含まれており、それによって汚染された川魚を食べた人々に被害が生じた。死者33名、患者数625名（昭和51年3月時点）。
1968年3月（昭和43年）カネミ油症事件が発生。死者28名、患者数1,283名。

#### 産業優先から消費者優先へ
高度経済成長の時期になると、様々な消費者問題が起きる。1960年には牛肉大和煮の缶詰の中身が当時安価だった鯨肉や馬肉であったことが発覚した「うそつき缶詰事件（にせ牛缶事件）」が発生、主婦連合会が問題視し、1962年には不当景品類及び不当表示防止法立法の契機となった。
1968年に消費者保護基本法が制定され、ようやく産業優先の考え方から消費者優先の原則へと移行し、消費者保護の基本的方向が示されることとなった。また、1970年には消費生活センターが開設された。当時、消費者の最大の関心事は食品の安全性であった。当時、牛乳のBHC汚染、発がん性が問題となったフリルフラマイド（AF2）やチクロなどの食品添加物、魚の水銀汚染などの問題が発生していた。
1970年〜79年までに寄せられた相談の件数でも食料品の相談が1位を占めている。食品添加物や健康食品などに関する相談が多かった。
昭和60年代（1985年〜）になると、消費生活が多様化・複雑化し、消費生活センターへの相談としては、住居品、教養娯楽品、保健衛生品などの相談件数が増加し、食料品の問い合わせ件数は3位になった。ただし、食料品の相談件数はほぼ横ばいで、減ったわけではなく、他の問い合わせが増えた。

#### O157食中毒事件～雪印集団食中毒事件
1990年、埼玉県浦和市の幼稚園でO157食中毒事件が発生。死者2名、患者268名。
1996年5月（平成8年）、岡山県邑久郡邑久町の学校給食でO157食中毒事件が発生。死者2名、患者数468名。
1996年7月、大阪府堺市の学校給食で堺市学童集団下痢症が発生。死者2名、患者数6,309名。
1998年7月（平成10年）和歌山県和歌山市のある地区での夏祭りに出されたカレーライスに毒物が混入され死者が出る事件（和歌山毒物カレー事件）が発生。死者4名、患者67名。
1998年8月（平成10年）長野県須坂市でウーロン茶に毒物が混入され死者が出る事件（長野青酸ウーロン茶殺人事件）が発生。死者1名、患者1名。
2000年7月、大阪府大阪市の雪印乳業大阪工場で生産された低脂肪乳によって食中毒（雪印集団食中毒事件）が発生。死者1名、患者数14,849名。

#### JAS法改正
2000年7月、「農林物資の規格化及び品質表示の適正化に関する法律の一部を改正する法律」（通称、改正JAS法）が成立（2001年4月1日施行）。内容としては食品の表示について次の改良点を含んでいた。
1. 全ての飲食料品に品質表示を義務化。全ての生鮮食品に原産地表示を義務化[※ 10]。
2. 有機食品の第三者認証制度の導入（第三者が認証したものしか「有機」と表示してはならないことになった）。
3. 遺伝子組み換え食品の表示の義務化[44]。2001年4月1日、改正JAS法施行。

JAS法改正されによって、すべての生鮮食品に原産地表示が義務づけられた後も偽装表示が後を絶たず、輸入肉を「鹿児島産」と表示するものや、輸入肉を8割も混入しているロースハムやベーコンを「国産」と表示するもの等々が後を絶たなかった。そのため、消費者は食品表示を信頼することができなくなったともいわれる。

#### BSE(狂牛病)事件
2001年（平成14年）9月、日本でもBSE（牛海綿状脳症、狂牛病）が確認された。10月、肉骨粉の製造・出荷・輸入が停止され、在庫分は焼却処分する方針が日本政府によって打ち出された。政府はまた屠殺牛の全頭検査の対策をとった。消費者の多くは狂牛病はヨーロッパでの出来事で、日本では発生するとは思われていなかったので、非常なショックを憶えた。

#### 牛肉偽装事件
2002年、日本政府の牛海綿状脳症対策の「国産牛肉買い上げ制度」を悪用し、輸入肉を国産と偽装し助成金を詐取する詐欺事件が相次いで発覚した（牛肉偽装事件）。1月、雪印食品関西ミートセンターで偽装牛肉事件が発覚、その後の調査で関東ミートセンターや雪印食品本社のミート営業調達部でも同様の偽装が見つかった。詐欺容疑で一斉捜索を受け、その後は雪印食品は解散に追い込まれることになった（偽装と判明した量は約30トン）。6月、福岡市に本社を置く食肉加工会社が、輸入スジ肉を国産肉に偽装し、制度を悪用して不正な利益を得ようとしていたことが発覚した（偽装と判明した量は120トン余り）。8月、日本ハム（株）の牛肉偽装が内部告発によって発覚した。同社は、売上高が75%減少した。
同2002年、BSE問題に関する調査検討委員会が報告書を提出。

#### 食品安全基本法の制定
2003年5月、食品安全基本法が制定された。
2003年7月1日、内閣直属の食品安全委員会が発足。

#### 生肉による食中毒
獣肉を生で食べることが流行した結果、2007年に生レバーによる食中毒発生。2011年、焼き肉チェーン店で生牛肉料理「ユッケ」による食中毒で5人が死亡（フーズ・フォーラス#ユッケ集団食中毒事件を参照）。翌2012年、牛の生レバーの提供は禁止された。ところが2013年に京都府八幡の焼肉店が隠れて客に生レバーを提供していたことで経営者が逮捕された。2014年にも、京都の焼肉店が裏メニューまで用意して当局から隠れて客に生レバーを提供していたことで店長が逮捕された。

#### サプリメントによる健康被害
2024年、小林製薬の紅麹サプリメントの摂取による健康被害事件。

### 企業側の対応
企業が食品の安全に関してどのような問題を引き起こしてきたかについては、上記の歴史を参照のこと。
企業側は、様々な身勝手な理由で、表示偽造(偽装表示)を行うことがある。
2009年から企業関係者が委員となっている運営されている民間団体の食品表示検定協会によって食品表示検定が行われている。

### 飲食店の対応
飲食店など外食産業では、多くの店でコスト削減のために安い輸入食材が使われている。その中で、比較的安全な日本産の食材を使う動きがある。日本産の食材を使うと費用が上がるが、「安全のための必要なコスト」だとしている。
なお、外食産業における商品の原産地表示については、表示を求めるガイドラインはあるが、義務とはなっていない。

### 行政の対応
「BSE問題に関する調査検討委員会報告」（2002）においては以下が「行政対応の問題点」として指摘された。
- 危機意識の欠如と危機管理体制の欠落
- 生産者優先・消費者保護軽視の行政
- 政策決定過程の不透明な行政機構
- 農林水産省と厚生労働省の連携不足
- 専門家の意見を適切に反映しない行政
- 情報公開の不徹底と消費者の理解不足

現在の所管省庁は、農林水産省と、厚生労働省。また、全体のリスク管理を行う組織として、食品安全委員会（内閣府に設置）が置かれている。また、2002年6月11日より食品安全を担当する国務大臣が置かれている。詳細は内閣府特命担当大臣（食品安全担当）、内閣府特命担当大臣（消費者及び食品安全担当）を参照。
施策としては、農薬対策として残留農薬等に関するポジティブリスト制度、消費者の食品への信頼を増すための対策としてトレーサビリティの導入や、原料原産地表示の推進などを行っている。しかし、この原産地表示が「日本」とされていても実際は「中国産」等の産地偽装や、原産地表示を拒む企業の問題もある。
2008年8月10日、太田誠一 農林水産大臣は、「日本国内は心配ないと思っているが、消費者がやかましいから、さらに徹底していく。」と消費者を軽視するような問題発言を行った。

### 消費者側の対応
消費者は国民経済における最大の集団であるにもかかわらず、組織化されていなかったため、事業者に対して発言する力を持たず、意見も聞いてもらえず無視されるというような弱い立場に長らく立たされていた。企業が製造した商品の欠陥により消費者に被害が発生しても、消費者側から損害賠償を申し立てることは実際上非常に困難であった。しかし、1960年代に公害問題などを背景に食品の安全性への意識が高まり、政府も産業優先から消費者優先へと政策の基本方針を変更していくようになった（#歴史参照)。
消費者の健康に対する関心は高く、消費生活センターに寄せられる食品成分の問い合わせとしては、味噌汁の塩分や清涼飲料水の糖分やカルシウム、ビタミン、食物繊維、オリゴ糖、DHAなどについてのものが多い。
2007年に偽装表示の問題が相次いだ結果、価格よりも原材料等の表示を注視するようになったとも報道されている。

#### 消費者の権利
消費者には、国や自治体が消費者の権利を擁護するための法的、行政的なシステムを完備することを要求する権利があり、また消費者は日本政府に対して食品衛生法を整備し、食品衛生行政体勢を完備することを要求する権利を持っている。しかし、消費者が偽装表示を見破ることは不可能に近い。そのため政府が法的制度等を完備して、消費者を守るほかはないのである、とも言われる。消費者の食の安全が守られることを要求する権利は、食品の安全性確保のためのシステム形成のために必要な重要な権利である。
消費者には様々な権利がある。ただし、その権利はただ事態を傍観していると、自然に与えられるといった性質のものではないので、消費者の権利を守るために、自発的に闘ったり努力したりすることが、消費者の責務だと考えられるようになってきている。消費者も積極的にリスク・コミュニケーションに参加しなくてはならない、とも言われる。

### 日本産食品
多くの消費者が日本産を求める傾向があるのは、リスクを低減させるため、および安心の追求である。ただし、中国産に安全性に問題のある食品が多数存在した事実が、日本産の安全性を100パーセント保証するものではないことは当然であるが、特に日本では信仰にも似た国産への傾倒が顕著である。これはマスコミによる過剰な報道や、日本人独自の特性が関係していると考えられている。
日本産の食品も、生産段階及び小売段階で安全性を損なう危険性が多分にある。また、過去にも多くの事故が判明している。生産段階では、農家による無許可農薬の使用や、農薬の規制を破るといった行為がある。小売段階では、要冷商品の非冷販売や偽装表示などが行われる危険性がある。例えば、2007年には27都道府県で、表示偽造が発覚した（産地偽装も参照されたい）。
かつて、四国のシイタケを栽培する農業団体が中国産と国産の残留農薬を比較分析したところ、明らかに国産シイタケの方が数値が高かった。この団体は、この結果を公表しなかった。根から浸透させるタイプの殺虫剤であるオルトランは、葉菜への使用は禁じられているにもかかわらず、実際には多くの農家で常識的に使われている。

### 日本国外産食品
残留農薬やポストハーベストなど、ほか、遺伝子組み換え作物やクローン食品についても問題や疑義が指摘されている。

## 各国における輸入国別の食品違反件数
| 順位            | 米国             | EU           | 日本           |
| --------------- | ---------------- | ------------ | -------------- |
| （ワースト）1位 | 中国 1,877件     | 中国 263件   | 中国 530件     |
| （ワースト）2位 | インド 1,762件   | トルコ 254件 | 米国 239件     |
| （ワースト）3位 | メキシコ 1,600件 | イラン 244件 | ベトナム 147件 |
| 全件数          | 14,918件         | 2,874件      | 2,874件        |

出典：2007年9月4日号 週刊エコノミスト

## 放射能と食の安全

### ベラルーシ
ベラルーシはチェルノブイリ原子力発電所事故によって国土が放射性物質を含んだ雲に襲われ現在でも国土の23%が放射能汚染地帯となっている。その汚染レベルは日本の福島第一原子力発電所事故で設定された警戒区域から計画避難区域とほぼ同等である。チェルノブイリ事故では住民に様々な健康被害が出た。ベラルーシでは、チェルノブイリ原発事故から25年の間に、放射能が関連する食の安全確保について様々な体制や制度が構築された。それは次の3つを柱とするものである。
ベラルーシでは生産・流通・販売、それぞれの現場で放射性物質の測定が常に行われている。食品検査場（室）はベラルーシの全国860か所に設置されており、全国で年間1100万回検査（調査）されている。食品を買った一般消費者（買い手）が、自分が買った食品をこうした（食品市場・マーケットなどに併設されている）検査室に持ち込んで検査することもでき、しかも検査は無料で、消費者自身が自分の眼で安全を確かめることもできる（自分の眼で計器の数値を見ることもでき、安心できる）。
一例を挙げると、（ベラルーシでは人々が日常的に買い物をするのは食糧品市場で、それは日本のスーパーマーケットにおおよそ当たるわけであるが）食糧品市場でも、国が定めた基準値以下であるという証明書が無いと食品を販売してはいけない、と定められている。検査が具体的にどのように行われているか解説するために、食品をひとつ挙げその検査法を紹介するために木の実の例を挙げる。ベラルーシの人々は（ちょうど日本人と同じように）木の実やキノコなどの森の幸も栄養源・食材としているが、それらにも常にしっかりと検査が行われている。検査方法としては、まず（測定に恣意性が入り込まないように）食品が入っている各箱の外部から放射線測定を行いそれぞれ放射線レベルがほぼ同じであることを確かめ、箱の中のさまざまな部分から無作為に実を選び、重量を量り、放射線測定器にかけている。市場は基本的に検査装置や検査室を備えているのである。この検査の場合でも、検査に要する時間はおよそ10分で済む。
基準値については、1992年・1996年・1999年と次第に厳しい値に設定してきており、2011年現在は1999年に定められたものが用いられており、それは次のようなものである。
例えば放射性セシウムに関しては
※「Bq」はベクレルという単位である。
次第に基準値を厳したが、基準値を超えてしまう汚染食品の数は減ってきており、それは検査結果をもとにしたベラルーシの生産現場の努力・対策のおかげであり、悪い値が出たら、生産過程のどこが悪かったのか原因を究明したり、汚染程度の大きい土地ではその影響の出にくい作物を選んで植えるなどの対策をとっているのである。
現場で常にまめに測定できるように、ベラルーシでは簡易な放射線測定器がこの25年の間に開発されてきた歴史があり、日本に比べるとはるかに安価で販売されている。そして政府の予算も使って、市場、生産組合、学校などが購入している。検査員の数を確保するために、もともと他に仕事を持っている人々でも国の定めた一定の研修を受けることで放射性物質の測定を行う実際的・実践的な体制にして、細やかで速い検査体制を実現しているのである。
では、なぜベラルーシでは汚染地域での居住やそこで採れる食品の流通を一律禁止にせず厳格な検査体制を確立することになったのか？ というと、国土に対する放射能汚染地域の面積割合が高かったこと（ロシアよりもむしろ高かったこと）、ベラルーシの農業を支えていた肝心の地域（南部）が放射能汚染されてしまったこと、などの理由があり、ベラルーシとしてはこの汚染地域をまるまる全て放棄してしまうわけにはいかず、しかたなく、汚染された土地の中でどのように安全に暮らすのか、真剣に向き合わざるを得なくなった、という。

### ウクライナ
ウクライナでも、甚大な原発事故の経験としては、1986年に旧ソ連で起きたチェルノブイリ原発事故がある。同事故の影響で、内部被曝により病気が多発しているという、この貴重な経験を生かすことが必要である。「チェルノブイリ救援・中部」の河田昌東理事は20年以上にわたり救援活動を行ってきたが、事故後10年経った1997年に内部被曝を踏まえて見直したウクライナの食品基準にならい日本の暫定規制値も見直すべきである、と提案している。以下にその暫定規制値を示す。
ウクライナの食品基準（食品中に含まれる放射性セシウムの基準）
- 飲料水 : 2ベクレル
- パン : 20ベクレル
- ジャガイモ : 60ベクレル
- 野菜 : 40ベクレル
- 果物 : 70ベクレル
- 肉類 : 200ベクレル
- 魚 : 150ベクレル
- ミルク・乳製品 : 100ベクレル
- 卵（1個） : 6ベクレル
- 粉ミルク : 500ベクレル

※ ウクライナは内部被曝を重視して1997年に基準を改定している。ウクライナの食品の放射能基準を参照。

### 日本

#### チェルノブイリ原子力発電所事故後
日本の行政の対応
1986年のチェルノブイリ原子力発電所事故を受け、日本では同年に輸入食品中の放射能の暫定限度を定め、食品中のセシウム134と 137由来の放射能濃度は370Bq/kg以下とした。
日本の輸入停止事例
日本が過去に基準値を超えたとして1989年（平成元年）以降、税関にて発見され積み戻しを指示した食品と、日本国内で検出された植物の放射線量の比較一覧を挙げる。なお、1988年までにも、39件合計約160トンの農産物が暫定限度を超えたため、税関にて積戻しを指示されている 。
| 発表日・測定日時 | 品種                           | 地域・国       | 測定値（Bq/kg） |
| ---------------- | ------------------------------ | -------------- | --------------- |
| 1989年1月11日    | きのこ（くろらっぱたけ）       | フランス       | 650             |
| 1989年1月23日    | 乾燥ぜんまい                   | ソビエト       | 655             |
| 1989年4月10日    | 乾燥ぜんまい                   | ソビエト       | 379             |
| 1989年10月23日   | きのこ（あんずたけ）           | フランス       | 532             |
| 1990年2月28日    | ハーブ茶（ダンデリオン）       | スイス         | 1,167           |
| 1990年10月3日    | ハーブ茶（セイヨウノコギリ草） | アルバニア     | 814             |
| 1991年2月14日    | 乾燥きのこ（ヤマドリタケ）     | ユーゴスラビア | 556             |
| 1991年3月13日    | ミックススパイス               | フランス       | 1,028           |
| 1994年11月8日    | 燻製トナカイ肉                 | フィンランド   | 388             |
| 1998年1月21日    | 乾燥ポルチーニ（ヤマドリダケ） | イタリア       | 731             |
| 2001年11月8日    | 乾燥ポルチーニ（ヤマドリダケ)  | イタリア       | 418             |

#### 福島第一原子力発電所事故後
事故後の食の安全に関する識者の見解
日本の福島第一原子力発電所事故の放射線汚染に関する食の安全確保、ということに眼を向けるならば、日本の場合、チェルノブイリやベラルーシの先例・経験があるので、（人類が未経験という）知識ゼロの状態から組み立てるというような困難は無いのであり、チェルノブイリやベラルーシでの経験の蓄積から学べばよいのであり、また、ベラルーシは経済的には日本よりもはるかに弱者であるが、そういった国ですらしっかりと安全確保体制を実現できたのであるから、日本でも彼らの経験をとりいれてそこに日本の技術を組み合わせれば、日本には日本にあった放射能対策が必ずできるはず、といった内容のことをNHK解説委員の石川一洋は2011年11月に解説した。
なお、ベラルーシは地産地消（地元の食糧をその土地で食べること）の割合が多く、また国民が自分の別荘地で自ら食料を栽培しているのに対し、日本の場合は加工食品の流通割合が多いので、どこで検査するのか、どこを抑えればよいのか、という点では異なるシステムが必要でしょう、といったことを同NHK解説委員は指摘した。

食の安全に関する行政の実際の対応
福島第一原子力発電所事故以降、2012年3月末まで暫定規制値を通知に基づき食品衛生法の規制対象として準用してきたが、食品衛生法の下位法令にあたる乳及び乳製品の成分規格等に関する省令および食品、添加物等の規格基準が改正され、乳及び乳製品の成分規格等に関する省令に基づきセシウム134およびセシウム137を規制の対象とする省令が新たに整備されたことにより、2012年4月1日から食品中の放射性物質に対する規制が法的に食品衛生法の下に行われることとなった。
規制の具体的な数値基準および詳細ならびに経緯は福島第一原子力発電所事故の影響の項を参照されたい。

### 米国
米国では飲料水の最大汚染基準として、ベータ線およびガンマ線の摂取量を年間4mレム（すなわち40マイクロシーベルト）以下とするよう定めている。放射性ヨウ素、および放射性セシウムはこれに該当する。
1986年のチェルノブイリ原子力発電所事故当時の食品中の放射性物質に対する暫定限度は370Bq/kgであった。

### 欧州連合
1986年に起きたチェルノブイリ原子力発電所事故では、EC(現EU)の放射能残留基準は、乳幼児食品で370Bq/kg以下、一般食品で600Bq/kg以下であった。